# Красовский, Аполлинарий Каэтанович
Аполлина́рий-Филерио́н Каэта́нович Красо́вский (27 января (8 февраля) 1817 — 9 июня (21 июня) 1875) — русский инженер, архитектор, профессор архитектуры. Тайный советник. Основоположник «рациональной архитектуры», принадлежал к числу представителей передовой технической школы русских инженеров-путейцев. Написал ценное для своего времени руководство «Гражданская архитектура. Части зданий. С атласом чертежей на 102 листах» (СПб., 1851) — первое печатное руководство по строительному делу.

## Биография
А. К. Красовский — выходец с Волыни. Вместе с отцом К. Н. Красовским, назначенным директором одной из виленских гимназий (отец, согласно некоторым сведениям, также занял должность преподавателя физики Виленского университета), переехал в Вильно, где и учился.
В 1836 году окончил петербургский Институт Корпуса инженеров путей сообщения, где был оставлен преподавателем как лучший студент выпуска с занесением имени на мраморную доску. Также преподавал в Строительном училище гражданскую архитектуру, начертательную и аналитическую геометрию. В 1845 году был утверждён в звании профессора архитектуры в Институте инженеров путей сообщения и одновременно начал преподавать архитектуру в Горном институте. В 1849—1862 годах также преподавал архитектуру в Санкт-Петербургском университете. В 1863 году был произведён в инженер-генерал-майоры.
С 1850 по 1860 годы занимал должности инспектора классов и помощника директора Строительного училища, где по его инициативе в число учебных предметов был введён курс по промышленному строительству и учреждено звание инженер-архитектора. Одновременно преподавал в различных учебных заведениях практическую механику, аналитическую геометрию, гражданскую архитектуру и теорию изящных искусств. Автор ряда статей по вопросам строительной и транспортной техники, книги «Гражданская архитектура. Части зданий». Изданная в 1851 году, эта книга представляла собой учебник по строительному делу и конструкциям гражданских зданий. Основал преподавание гражданской архитектуры как науки в высших учебных заведениях.
В 1871 году был пожалован чином тайного советника. При учреждении строительной конторы Министерства императорского двора, где он состоял членом до 1873 года, А. К. Красовский составил все проекты правил касательно производства работ по Министерству императорского двора. Кроме того, Красовский был членом комитета по сооружению компаниями железных дорог и начальником IV округа путей сообщения. Участвовал в издании «Журнала Министерства путей сообщения» в качестве помощника редактора. За свои сочинения по архитектуре был избран почётным вольным общником Академии художеств и награждён орденом Св. Анны 2-й степени.
Скончался в Париже, куда переехал с семейством за два года до смерти. Тело покойного было привезено в Санкт-Петербург, где А. К. Красовский был похоронен на Выборгском католическом кладбище. Над его могилой была установлена часовня-надгробье по проекту Д. Д. Соколова.

## Теоретические основы рационализма в архитектуре
Сущность идей Красовского заключалась в том, что истины, излагаемые в науке архитектуры, должны основываться на наших потребностях, свойствах материалов и благоразумной экономии. Потребности составляют цель, для которой здание строится; свойства материалов обусловливают способы достижения этой цели; соблюдение правил экономии даёт возможность удовлетворить наибольшему числу наших потребностей, которые делятся на две категории: утилитарная (полезная) и эстетическая (красота).
Архитектура должна удовлетворять обеим категориям и её развитие носит двойственный характер. С одной стороны, необходимо решать ряд чисто технических вопросов в тесной связи с прогрессом техники и естествознания. С другой стороны, «подчинённость гражданских зданий эстетическим условиям вводят архитектуру в разряд художеств, или изящных творческих искусств».
Рассматривая соотношение технических и функциональных факторов с факторами эстетическими в самом процессе архитектурного творчества, Красовский формулирует следующий тезис: «Лозунг наш — преобразование полезного в изящное». Первое место придаётся функциональным и конструктивно-техническим закономерностям зодчества («полезному»). Эти закономерности он считал первоосновой развития архитектуры, предвосхищающей и предопределяющей эволюцию её художественно-эстетическим качеств.
Красовский утверждает необходимость взаимодействия между конструкцией, создающей формы, и их художественной отделкой, считая, что без этого нельзя представить себе ни истинной красоты произведений архитектуры, ни верных её начал. Органичное соответствие архитектурных форм техническим особенностям применяемых материалов для Красовского — аксиома архитектурного творчества в рациональной архитектуре.
Задача архитектора-творца — «сообщить грубым формам техники художественной законченности». Включение живописи и скульптуры в архитектурную композицию придаёт зданиям больше блеска, изящества и богатства. Активную роль играет цвет в архитектуре. Но главная сила эстетического воздействия не в обилии декоративных элементов, а в совершенстве пропорций и законченности объёмно-пространственной композиции общности здания, через гармоническое согласие правильных масс.
Каждый архитектурный элемент здания, по мнению Красовского, должен сохранять своё конструктивное значение, даже при самой изысканной художественной обработке — это принцип архитектурной истины. При этом Красовский выступал против создания «форм бесполезных и ложных».
Красовский пришёл к очень важному выводу о том, что прогресс строительной техники, появление новых строительных материалов и конструкций должны оказать определяющее воздействие на развитие новых архитектурных форм и в конечном итоге — на формирование нового архитектурного стиля.

## Семья
Двое детей:
- Витольд Аполлинариевич — военный инженер, жил и работал в Одессе и Москве[7]
- Александр Аполлинариевич (27.12.1865 — после 1929) — офицер-кавалерист, генерал-майор.

Внук, Михаил Витольдович Красовский, стал архитектором и историком архитектуры.